# Croton watsonii
Croton watsonii är en törelväxtart som beskrevs av Paul Carpenter Standley. Croton watsonii ingår i släktet Croton och familjen törelväxter. Inga underarter finns listade i Catalogue of Life.